# Arnolfinis bryllup
Arnolfinis bryllup er et oliemaleri, malet på eg i 1434 af den flamske maler Jan van Eyck. Det er også kendt som Arnolfiniportrættet, Arnolfini dobbeltportrættet og Portræt af Giovanni Arnolfini og hans hustru.Det er et dobbeltportræt i hel figur, og det menes at afbilde den italienske købmand Giovanni di Nicolao Arnolfini og hans hustru, formodentlig i deres hjem i den flamske by Brügge. Det anses for at være et af de mest originale og komplekse malerier i vestlig kunst.
Det er et af de ældste malerier, der er udført med oliemaling og ikke med tempera.
Maleriet blev købt af National Gallery i London i 1842. .

## External links
- Wikimedia Commons har flere filer relateret til Arnolfinis bryllup
- Arnolfinis bryllup på National Gallerys website

| Kunst | Spire Denne artikel om kunst er en spire som bør udbygges. Du er velkommen til at hjælpe Wikipedia ved at udvide den. |